# Будівля Академії Сун'ян
34°28′55″ пн. ш. 113°1′37.93″ сх. д. / 34.48194° пн. ш. 113.0272028° сх. д.

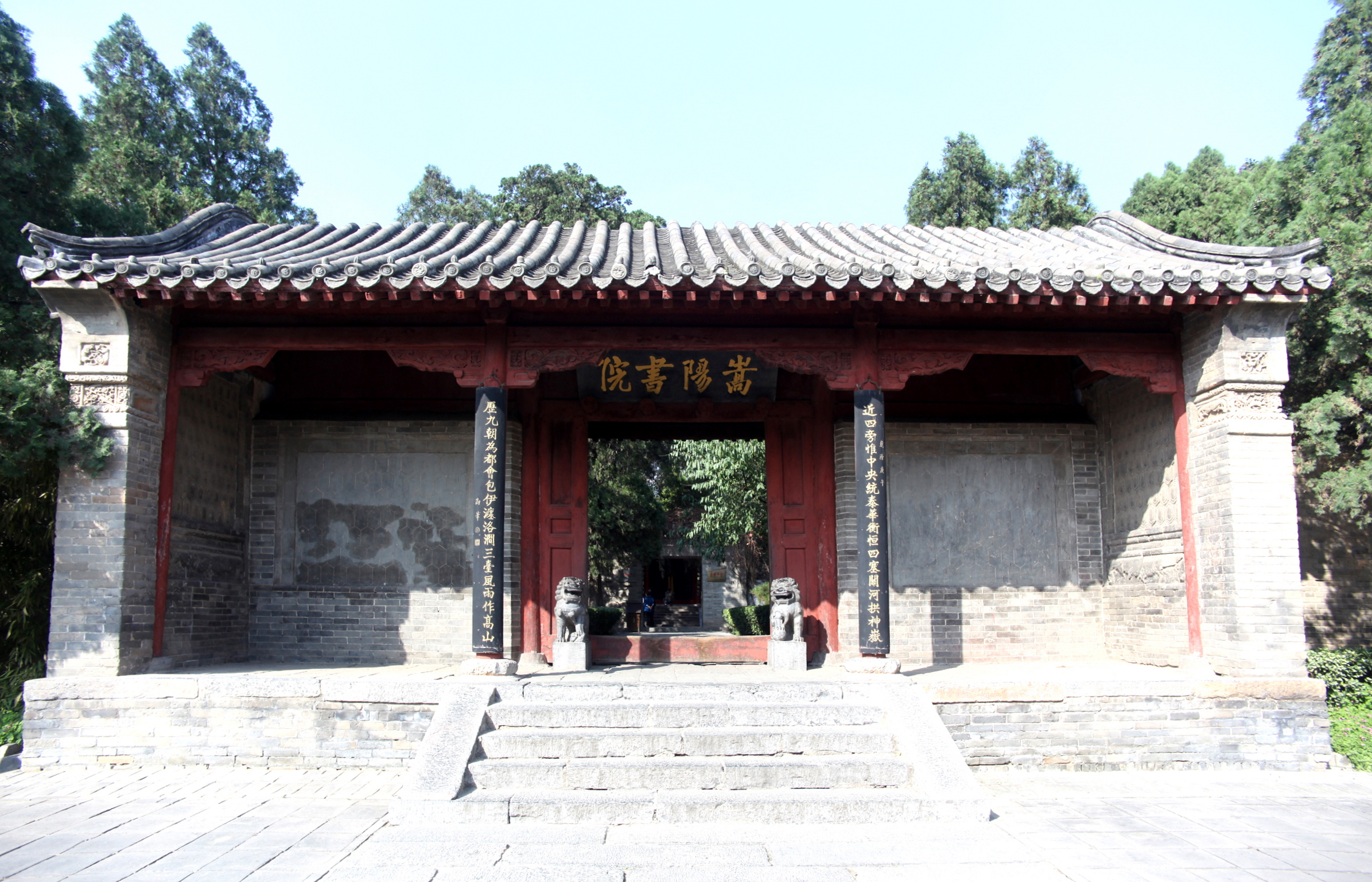
Будівля Академії Сун'ян

Будівля Академії Сун'ян (кит.: 嵩阳书院, піньінь: Sōng yáng shūyuàn) — навчальний комплекс старовинної академії у китайській провінції Хенань. Зведено у 484 році. Входить до переліку історичних пам'яток Денфен в «Центрі Неба та Землі», які у 2010 році зараховані до Світової спадщини ЮНЕСКО.

## Історія
Засновано у 484 році за часів правління імператора Сяо Вень-ді з династії Північна Вей як буддійський храм. У 605 році в часи династії Суй отримала сучасну назву. За часів імператора Ян-ді з династії Суй тут постає навчальний заклад, що згодом став відомий як Академія Сун'ян. В ній викладали лише буддизм та даосизм. З перетворенням помешкань на будівлю освітнього закладу тут за кожної династії відбувалися внутрішні перебудови та реконструкції.
У 997 році імператор Тай-цзун відновлює академію після нетривалого занепаду в часи династії Пізня Чжоу і сприяє перетворенню її в оплот конфуціанства, де викладали класичні китайські дисципліни. У 1035 році отримує статус академії. У XI ст. тут викладали багато видатних мислителів, філологи та історики, створивши навчальному закладу «зіркову» репутацію. Піднесенню значущості закладу сприяли брати-вчені Чен Хао і Чен І. Також тут викладали Сима Гуан, Фань Чжун'янь, Хань Вей, Лі Ган, Ян Ши, Чжу Сі, Лю Хуей.
Наприкінці правління династії Мін академію було зачинено. Відновлення відбулося за наказом імператора Кансі з династії Цін. В цей період кількість студентів сягає 200 осіб. Для нормального функціонування закладу імператор надав йому значні земельні ділянки. У 1750 році тут урочисто зустрічали імператора Хунлі. В часи династії Цін стає одним з найвпливовіших навчальних закладів імперії.

## Опис
Загальна площа становить 27,8 га (буферна зона — 115.4 га), складається зі 108 старовинних будівель. Розташована в 3 км від м. Денфен. Вигляд будівлі Академії старий і елегантний. Є більш ніж 100 номерів, що охоплюють більш ніж 10000 м2. Увесь центр складається з 5-двірних груп приміщень. Після численних внутрішніх перебудов сьогодні академія зсередини відповідає стилю архітектури часів династії Цін. Складається у 5 частин. Тут є велика глядацька зала, бібліотека, на стінах якої присутні написи відомих китайських вчених, письменників та поетів.
У західній стороні, є два високих і старих кипарисів названі Великий Генерал (12 м заввишки, 5,4 м завтовшки) і Другий Генерал (18,2 м заввишки, 12,54 м завтовшки), вони є найстарішими кипариси з давньою історією: за легендою вони мають 2000-річний вік, за дослідженнями науковців лісового господарства він становить 4500 років. У південно-західній частині академії воріт стоїть Велика Стела Тан (заввишки 9.02 м, завширшки 2,04 м, завтовшки 1,05 м, вага 80 т), споруджена в 744 році за часів династії Тан. Це найбільша стела в провінції Хенань і відома в китайській історії каліграфії. на ній розміщено 9 текстів, присвячених даоської алхімії.

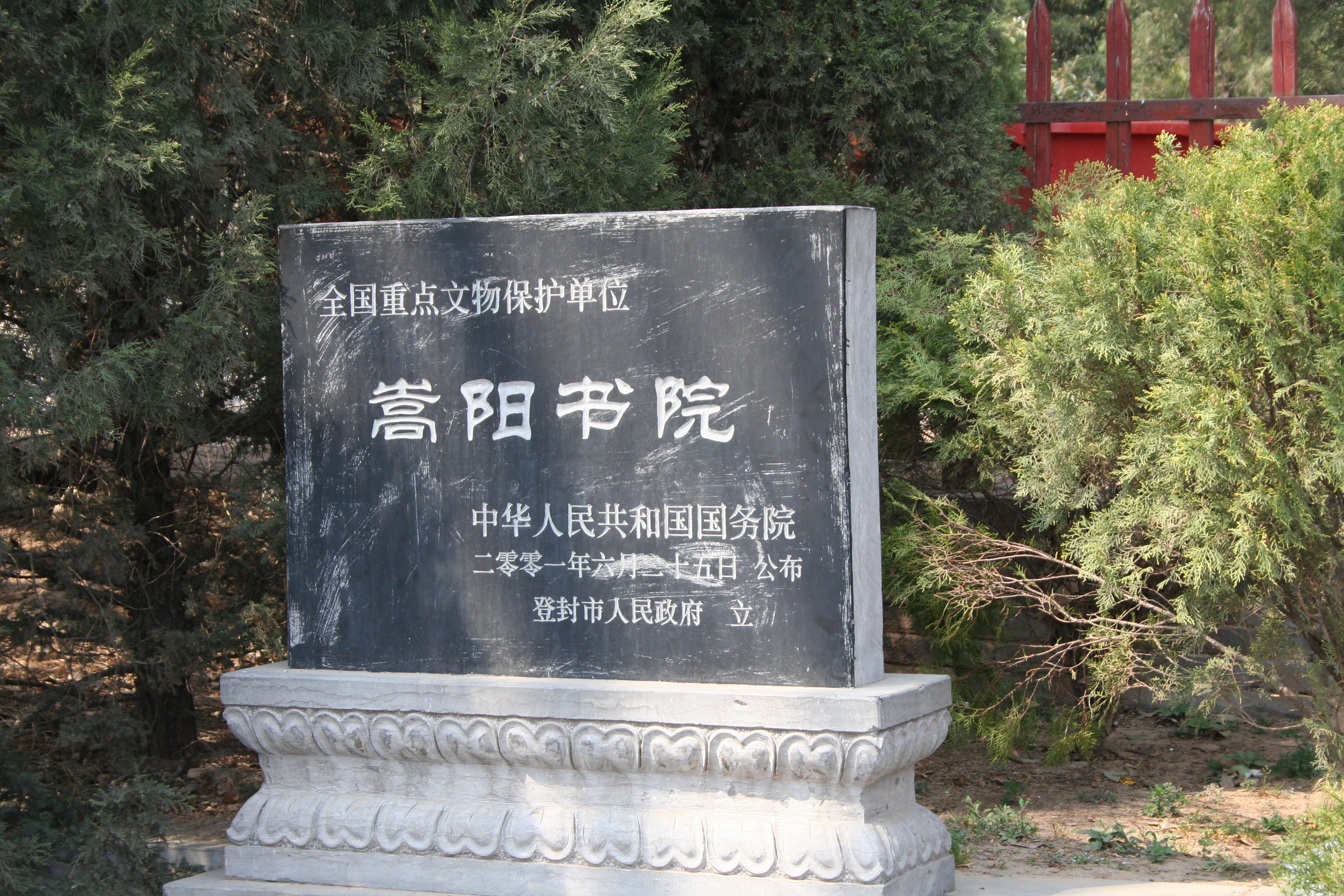
Вхід до комплексу Академії
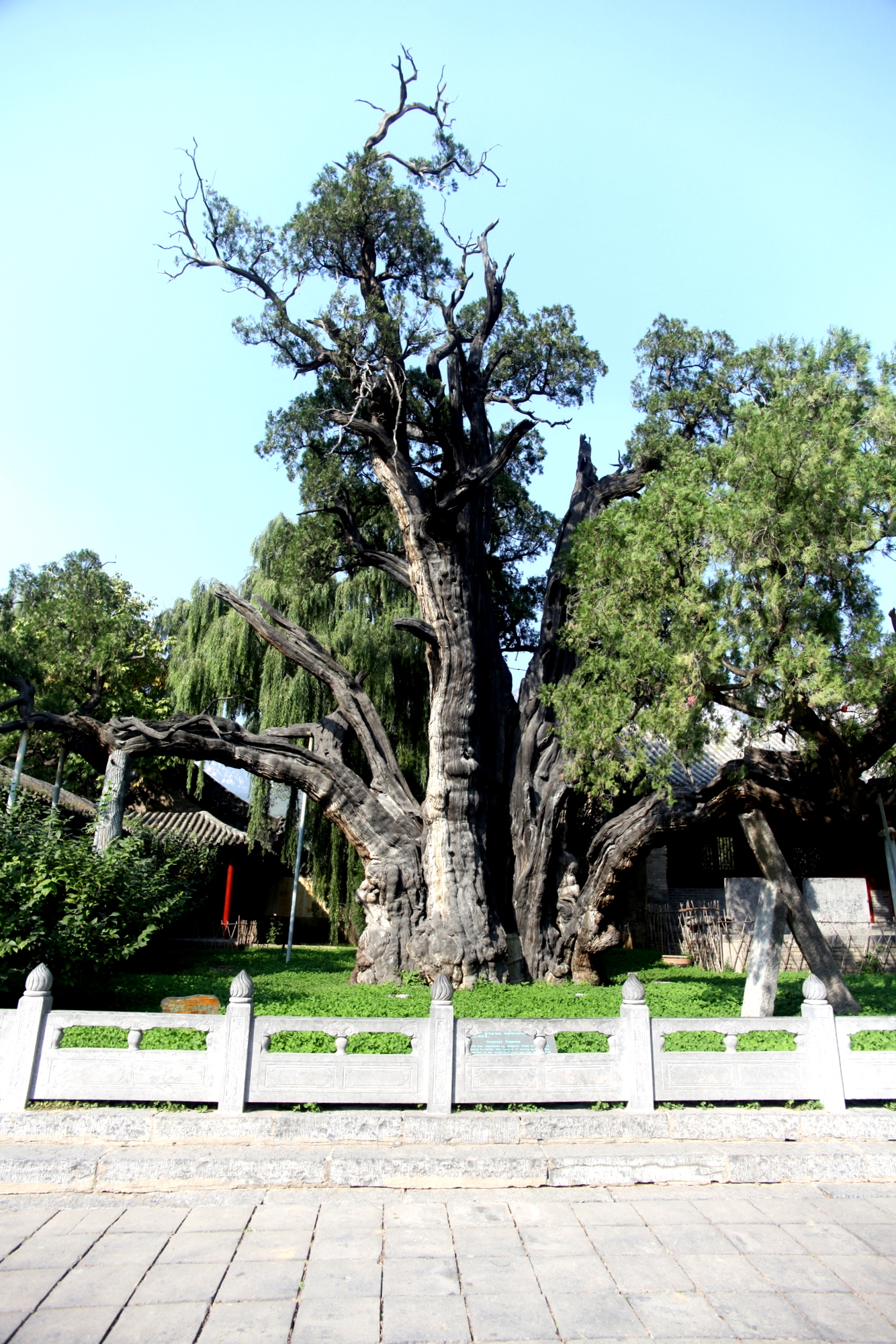
Кипарис «Великий Генерал»
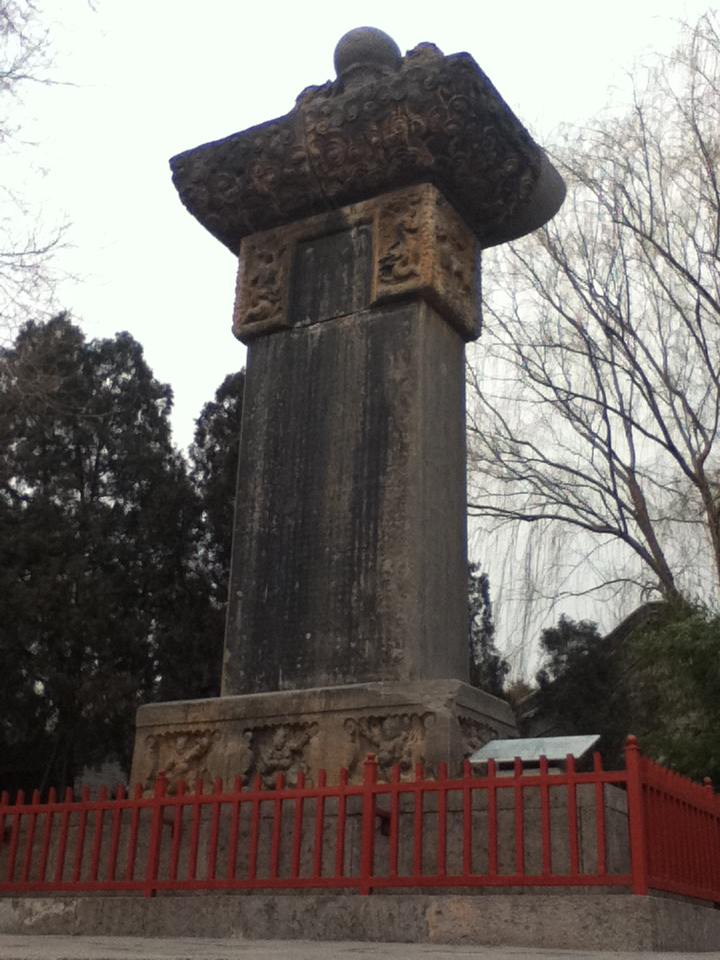
Велика Стела Тан